# 7.ª Flotilla U-boat
La 7.ª flotilla de submarinos alemana (en alemán 7. Unterseebootsflottille ), también conocida como la Wegener Flotilla, fue la séptima unidad operativa de combate de submarinos en la Kriegsmarine de la Alemania nazi. Fundada el 25 de junio de 1938 bajo el mando de Korvettenkapitän Werner Sobe, fue nombrada en honor a Kapitänleutnant Bernd Wegener . Wegener, comandante de un submarino durante la Primera Guerra Mundial, murió el 19 de agosto de 1915 después de que su submarino <i id="mwFQ">U-27</i> fuera hundido por el buque Q británico HMS Baralong, que fue en sí misma una batalla muy disputada con la Marina Real acusada de crímenes de guerra por parte de los británicos a la Armada Alemana.
La flotilla, bajo el nombre de "Wegener Flotilla", fue fundada en Kiel en junio de 1938. En septiembre de 1940, la flotilla dejó su base en Kiel y se trasladó a St. Nazaire en Francia. Después del cambio de ubicación, la flotilla pasó a llamarse "7ª Flotilla de submarinos".
Esta flotilla tenía uno de los emblemas más famosos de la Segunda Guerra Mundial . El emblema del "toro resoplando" fue utilizado por primera vez por U-47, que es famoso por hundir el acorazado británico HMS Royal Oak en octubre de 1939. El emblema, basado en una imagen vista en un cómic, fue adoptado por la flotilla mientras estaba en St. Nazaire.

## Comandantes de flotilla
| Duración                             | Comandante                          |
| ------------------------------------ | ----------------------------------- |
| junio de 1938 – diciembre de 1939    | Korvkpt. Ernst Sobe                 |
| enero de 1940 – mayo de 1940         | Korvkpt. Hans-Rudolf Rösing         |
| mayo de 1940 – septiembre de 1940    | Kptlt. Herbert Sohler (en suplente) |
| septiembre de 1940 – febrero de 1942 | Korvkpt. Herbert Söhler             |
| marzo de 1944 – mayo de 1945         | Korvkpt. Adolf Piening              |

## Submarinos asignados a la flotilla
| Escribe               | Número asignado |
| --------------------- | --------------- |
| Tipo VIIB             | 19              |
| Tipo VIIC             | 89              |
| Tipo VIIC/41          | 1               |
| UA (Barco Extranjero) | 1               |

- U-45, U-46, U-47, U-48, U-49
- U-50, U-51, U-52, U-53, U-54, U-55.
- U-69
- U-70, U-71, U-73, U-74, U-75, U-76, U-77
- U-88
- U-93, U-94, U-95, U-96, U-97, U-98, U-99
- U-100, U-101, U-102, U-133, U-135
- U-207, U-221, U-224, U-227, U-255, U-265, U-266, U-267, U-274, U-278, U-281, U-285
- U-300, U-303, U-310, U-338, U-342, U-358, U-359, U-364, U-381, U-382, U-387, U-390, U-397
- U-403, U-406, U-410, U-427, U-434, U-436, U-442, U-448, U-449, U-453, U-454, U-455
- U-551, U-552, U-553, U-567, U-575, U-576, U-577, U-578, U-581, U-593, U-594
- U-602, U-607, U-617, U-618, U-624, U-641, U-647, U-650, U-662, U-667, U-678
- U-702, U-704, U-707, U-708, U-710, U-714, U-751, U-765
- U-962, U-969, U-974, U-976, U-980, U-985, U-988, U-994
- U-1004, U-1191, U-1192
- U-A